# Football League Championship 2012/13
Het seizoen 2012/13 van de Football League Championship (ook wel bekend onder de naam npower Championship vanwege sponsorcontracten) was het negende seizoen van de Football League Championship onder de huidige naam en het twintigste seizoen in de huidige opzet. Het seizoen in deze op een na hoogste divisie in Engeland begon op 17 augustus met het duel tussen Cardiff City en promovendus Huddersfield Town. Die wedstrijd eindigde in een 1-0 overwinning voor de thuisploeg door een treffer in de 91e minuut van Mark Hudson. De 46ste en laatste speelronde van de reguliere competitie vond plaats op zondag 4 mei 2013.
Cardiff City eindigde als eerste en maakte daardoor na afwezigheid sinds seizoen 1961/62 zijn rentree in de Premier League. De club wist het kampioenschap op de 44e speeldag binnen te slepen door uit met 1-1 gelijk te spelen tegen Burnley. Op de 43 speeldag werd de promotie al veilig gesteld. Achter Cardiff City eindigde Hull City op de tweede plaats. Hiermee keren ze sinds 2009/10 weer terug in de Premier League. De eerste twee plaatsen geven recht op rechtstreekse promotie.
Achter Cardiff City en Hull City speelde Watford tegen Leicester City en Brighton & Hove Albion tegen Crystal Palace in de play-offs voor de derde en laatste promotie plek naar de Premier League. Watford wist te winnen van Leicester City en Crystal Palace won van Brighton & Hove Albion. In de finale was Crystal Palace Town na verlenging met 1-0 te sterk voor Watford. Crystal Palace komt het volgende seizoen uit in de Premier League sinds de laatste degradatie in het seizoen 2004/05.

## Teams
Er deden 24 teams mee aan de Championship, daarin 18 teams van het seizoen 2011–12, drie degradeerden uit de Premier League 2011/12 en 3 promoveerden uit de League One.

### Team veranderingen
De volgende clubs zijn veranderd van divisie na het seizoen 2011/12.

#### Naar Championship
Promotie uit League One
- Charlton Athletic FC
- Huddersfield Town FC
- Sheffield Wednesday FC

Degradatie uit Premier League
- Blackburn Rovers FC
- Bolton Wanderers FC
- Wolverhampton Wanderers FC

#### Uit Championship
Degradatie naar League One
- Coventry City FC
- Doncaster Rovers FC
- Portsmouth FC

Promotie naar Premier League
- Reading FC
- Southampton FC
- West Ham United FC

### Personeel en sponsoring
| Team                    | Manager                   | Voorzitter                      | Aanvoerder      | Kleding merk | Shirt sponsor                                     |
| ----------------------- | ------------------------- | ------------------------------- | --------------- | ------------ | ------------------------------------------------- |
| Barnsley                | David Flitcroft           | Patrick Cryne                   | Bobby Hassell   | Nike         | C.K. Beckett                                      |
| Birmingham City         | Lee Clark                 | Peter Pannu                     | Stephen Carr    | Diadora      | EZE Group                                         |
| Blackburn Rovers        | Gary Bowyer (interim)     | Paul Agnew                      | Scott Dann      | Umbro        | Probiz                                            |
| Blackpool               | Paul Ince                 | Karl Oyston                     | Alex Baptiste   | Fila         | Wonga                                             |
| Bolton Wanderers        | Dougie Freedman           | Phil Gartside                   | Kevin Davies    | Adidas       | 188BET                                            |
| Brighton & Hove Albion  | Gustavo Poyet (geschorst) | Tony Bloom                      | Gordon Greer    | Erreà        | Brightonandhovejobs.com                           |
| Bristol City            | Sean O'Driscoll           | Keith Dawe                      | Liam Fontaine   | Adidas       | Blackthorn                                        |
| Burnley                 | Sean Dyche                | Mike Garlick John Banaszkiewicz | Jason Shackell  | Puma         | Premier Range                                     |
| Cardiff City            | Malky Mackay              | Mehmet Dalman                   | Mark Hudson     | Puma         | Malaysia                                          |
| Charlton Athletic       | Alex Powell               | Michael Slater                  | Johnnie Jackson | Nike         | Andrews Air-conditioning                          |
| Derby County            | Nigel Clough              | Andrew Appleby                  | Richard Keogh   | Kappa        | buymobiles.net                                    |
| Huddersfield Town       | Mark Robins               | Dean Hoyle                      | Peter Clarke    | Umbro        | Rekorderlig Cider (Thuis) RadianB (Uit)           |
| Ipswich Town            | Mick McCarthy             | Mark Evans                      | Carlos Edwards  | Mitre        | Marcus Evans                                      |
| Leeds United            | Brian McDermott           | Ken Bates                       | Lee Peltier     | Macron       | Enterprise Insurance                              |
| Leicester City          | Nigel Pearson             | Vichai Srivaddhanaprabha        | Wes Morgan      | Puma         | King Power                                        |
| Middlesbrough           | Tony Mowbray              | Steve Gibson                    | Rhys Williams   | Adidas       | Ramsdens                                          |
| Millwall                | Steve Lomas               | John Berylson                   | Paul Robinson   | Macron       | Racing+                                           |
| Nottingham Forest       | Billy Davies              | Fawaz Al-Hasawi                 | Danny Collins   | Umbro        | John Pye Auctions                                 |
| Peterborough United     | Darren Ferguson           | Darragh MacAnthony              | Gabriel Zakuani | Nike         | Energy Park Peterborough                          |
| Sheffield Wednesday     | David Jones               | Milan Mandarić                  | Martin Taylor   | Puma         | Gilder Group Honda (Thuis) Westfield Health (Uit) |
| Watford                 | Gianfranco Zola           | Gino Pozzo                      | John Eustace    | Puma         | Football Manager                                  |
| Wolverhampton Wanderers | Kenny Jackett             | Steve Morgan                    | Karl Henry      | BURRDA       | Sportingbet                                       |

## Manager wisselingen
| Team                    | Vertrekkende manager | Reden van vertrek     | Datum vertrek     | Plaats in de stand | Nieuwe manager   | Aanstellingsdatum |
| ----------------------- | -------------------- | --------------------- | ----------------- | ------------------ | ---------------- | ----------------- |
| Hull City               | Nick Barmby          | Ontslagen             | 8 mei 2012        | Voorseizoen        | Steve Bruce      | 8 juni 2012       |
| Birmingham City         | Chris Hughton        | Naar Norwich City     | 7 juni 2012       | Voorseizoen        | Lee Clark        | 26 juni 2012      |
| Wolverhampton Wanderers | Terry Connor         | Einde contract        | 30 juni 2012      | Voorseizoen        | Ståle Solbakken  | 1 juli 2012       |
| Watford                 | Sean Dyche           | Ontslagen             | 6 juli 2012       | Voorseizoen        | Gianfranco Zola  | 7 juli 2012       |
| Nottingham Forest       | Steve Cotterill      | Ontslagen             | 12 juli 2012      | Voorseizoen        | Sean O'Driscoll  | 19 juli 2012      |
| Blackburn Rovers        | Steve Kean           | Ontslag genomen       | 28 september 2012 | 3e                 | Henning Berg     | 31 oktober 2012   |
| Bolton Wanderers        | Owen Coyle           | Ontslagen             | 9 oktober 2012    | 18e                | Dougie Freedman  | 23 oktober 2012   |
| Burnley                 | Eddie Howe           | Naar Bournemouth      | 12 oktober 2012   | 16e                | Sean Dyche       | 30 oktober 2012   |
| Crystal Palace          | Dougie Freedman      | naar Bolton Wanderers | 23 oktober 2012   | 4e                 | Ian Holloway     | 3 november 2012   |
| Ipswich Town            | Paul Jewell          | Wederzijds goedkeuren | 24 oktober 2012   | 24e                | Mick McCarthy    | 1 november 2012   |
| Blackpool               | Ian Holloway         | naar Crystal Palace   | 2 november 2012   | 12e                | Michael Appleton | 7 november 2012   |
| Nottingham Forest       | Sean O'Driscoll      | Ontslagen             | 26 december 2012  | 8e                 | Alex McLeish     | 27 december 2012  |
| Blackburn Rovers        | Henning Berg         | Ontslagen             | 27 december 2012  | 17e                | Michael Appleton | 11 januari 2013   |
| Barnsley                | Keith Hill           | Ontslagen             | 29 december 2012  | 24e                | David Flitcroft  | 13 januari 2013   |
| Wolverhampton Wanderers | Ståle Solbakken      | Ontslagen             | 5 januari 2013    | 18e                | Dean Saunders    | 7 januari 2013    |
| Blackpool               | Michael Appleton     | naar Blackburn Rovers | 11 januari 2013   | 14e                | Paul Ince        | 18 februari 2013  |
| Bristol City            | Derek McInnes        | Ontslagen             | 12 januari 2013   | 24e                | Sean O'Driscoll  | 14 januari 2013   |
| Huddersfield Town       | Simon Grayson        | Ontslagen             | 24 januari 2013   | 18e                | Mark Robins      | 14 februari 2013  |
| Nottingham Forest       | Alex McLeish         | Wederzijds goedkeuren | 5 februari 2013   | 11e                | Billy Davies     | 7 Februari 2013   |
| Blackburn Rovers        | Michael Appleton     | Ontslagen             | 19 maart 2013     | 18e                | Gary Bowyer      | 24 mei 2013       |
| Leeds United            | Neil Warnock         | Ontslag genomen       | 1 april 2013      | 12e                | Brian McDermott  | 12 april 2013     |
| Wolverhampton Wanderers | Dean Saunders        | Ontslagen             | 7 mei 2013        | 23e                | Kenny Jackett    | 1 juni 2013       |

- 23 veranderingen ~ 12 ontslagen + 5 transfers + 3 ontslag genomen + 2 wederzijds goedkeuren + 1 aflopend contract

## League table
| Pos | Team                        | Wed | W  | G  | V  | Ptn | DV | DT | +/− | Promotie of degradatie                   |
| --- | --------------------------- | --- | -- | -- | -- | --- | -- | -- | --- | ---------------------------------------- |
| 1   | Cardiff City (K, P)         | 46  | 25 | 12 | 9  | 87  | 72 | 45 | +27 | Promotie naar de Premier League          |
| 2   | Hull City (P)               | 46  | 24 | 7  | 15 | 79  | 61 | 52 | +9  | Promotie naar de Premier League          |
| 3   | Watford                     | 46  | 23 | 8  | 15 | 77  | 85 | 58 | +27 | Kwalificatie voor Championship play-offs |
| 4   | Brighton & Hove Albion      | 46  | 19 | 18 | 9  | 75  | 69 | 43 | +26 | Kwalificatie voor Championship play-offs |
| 5   | Crystal Palace (O, P)       | 46  | 19 | 15 | 12 | 72  | 73 | 62 | +11 | Kwalificatie voor Championship play-offs |
| 6   | Leicester City              | 46  | 19 | 11 | 16 | 68  | 71 | 48 | +23 | Kwalificatie voor Championship play-offs |
| 7   | Bolton Wanderers            | 46  | 18 | 14 | 14 | 68  | 69 | 61 | +8  |                                          |
| 8   | Nottingham Forest           | 46  | 17 | 16 | 13 | 67  | 63 | 59 | +4  |                                          |
| 9   | Charlton Athletic           | 46  | 17 | 14 | 15 | 65  | 65 | 59 | +6  |                                          |
| 10  | Derby County                | 46  | 16 | 13 | 17 | 61  | 65 | 62 | +3  |                                          |
| 11  | Burnley                     | 46  | 16 | 13 | 17 | 61  | 62 | 60 | +2  |                                          |
| 12  | Birmingham City             | 46  | 15 | 16 | 15 | 61  | 63 | 69 | −6  |                                          |
| 13  | Leeds United                | 46  | 17 | 10 | 19 | 61  | 57 | 66 | −9  |                                          |
| 14  | Ipswich Town                | 46  | 16 | 12 | 18 | 60  | 48 | 61 | −13 |                                          |
| 15  | Blackpool                   | 46  | 14 | 17 | 15 | 59  | 62 | 63 | −1  |                                          |
| 16  | Middlesbrough               | 46  | 18 | 5  | 23 | 59  | 61 | 70 | −9  |                                          |
| 17  | Blackburn Rovers            | 46  | 14 | 16 | 16 | 58  | 55 | 62 | −7  |                                          |
| 18  | Sheffield Wednesday         | 46  | 16 | 10 | 20 | 58  | 53 | 61 | −8  |                                          |
| 19  | Huddersfield Town           | 46  | 15 | 13 | 18 | 58  | 53 | 73 | −20 |                                          |
| 20  | Millwall                    | 46  | 15 | 11 | 20 | 56  | 51 | 62 | −11 |                                          |
| 21  | Barnsley                    | 46  | 14 | 13 | 19 | 55  | 56 | 70 | −14 |                                          |
| 22  | Peterborough United (R)     | 46  | 15 | 9  | 22 | 54  | 66 | 75 | −9  | Degradatie naar League One               |
| 23  | Wolverhampton Wanderers (R) | 46  | 14 | 9  | 23 | 51  | 55 | 69 | −14 | Degradatie naar League One               |
| 24  | Bristol City (R)            | 46  | 11 | 8  | 27 | 41  | 59 | 84 | −25 | Degradatie naar League One               |

### legenda
| Kleur | Kwalificatie voor                   |
| ----- | ----------------------------------- |
|       | Promotie Premier League             |
|       | Play-offs promotie Premier League   |
|       | Degradatie naar Football League One |

### Play-offs
|  | halve finale           | halve finale | halve finale | halve finale |  |                | finale | finale | finale | finale |
|  |                        |              |              |              |  |                |        |        |        |        |
|  |                        |              |              |              |  |                |        |        |        |        |
|  | Watford                | 0            | 3            | 3            |  |                |        |        |        |        |
|  | Leicester City         | 1            | 1            | 2            |  |                |        |        |        |        |
|  |                        |              |              |              |  | Watford        |        |        | 0      |        |
|  |                        |              |              |              |  | Crystal Palace |        |        | 1      |        |
|  | Brighton & Hove Albion | 0            | 0            | 0            |  |                |        |        |        |        |
|  | Crystal Palace         | 0            | 2            | 2            |  |                |        |        |        |        |

## Results
| Thuis \ Uit             | BAR | BIR | BLB | BLP | BOL | B&HA | BRI | BUR | CAR | CHA | CRY | DER | HUD | HUL | IPS | LEE | LEI | MID | MIL | NOT | PET | SHW | WAT | WOL |
| ----------------------- | --- | --- | --- | --- | --- | ---- | --- | --- | --- | --- | --- | --- | --- | --- | --- | --- | --- | --- | --- | --- | --- | --- | --- | --- |
| Barnsley                |     | 1–2 | 1–3 | 1–1 | 2–3 | 2–1  | 1–0 | 1–1 | 1–2 | 0–6 | 1–1 | 1–1 | 0–1 | 2–0 | 1–1 | 2–0 | 2–0 | 1–0 | 2–0 | 1–4 | 0–2 | 0–1 | 1–0 | 2–1 |
| Birmingham City         | 0–5 |     | 1–1 | 1–1 | 2–1 | 2–2  | 2–0 | 2–2 | 0–1 | 1–1 | 2–2 | 3–1 | 0–1 | 2–3 | 0–1 | 1–0 | 1–1 | 3–2 | 1–1 | 2–1 | 1–0 | 0–0 | 0–4 | 2–3 |
| Blackburn Rovers        | 2–1 | 1–1 |     | 1–1 | 1–2 | 1–1  | 2–0 | 1–1 | 1–4 | 1–2 | 1–1 | 2–0 | 1–0 | 1–0 | 1–0 | 0–0 | 2–1 | 1–2 | 0–2 | 3–0 | 2–3 | 1–0 | 1–0 | 0–1 |
| Blackpool               | 1–2 | 1–1 | 2–0 |     | 2–2 | 1–1  | 0–0 | 1–0 | 1–2 | 0–2 | 1–0 | 2–1 | 1–3 | 0–0 | 6–0 | 2–1 | 0–0 | 4–1 | 2–1 | 2–2 | 0–1 | 0–0 | 2–2 | 1–2 |
| Bolton Wanderers        | 1–1 | 3–1 | 1–0 | 2–2 |     | 1–0  | 3–2 | 2–1 | 2–1 | 2–0 | 0–1 | 2–0 | 1–0 | 4–1 | 1–2 | 2–2 | 0–0 | 2–1 | 1–1 | 2–2 | 1–0 | 0–1 | 2–1 | 2–0 |
| Brighton & Hove Albion  | 5–1 | 0–1 | 1–1 | 6–1 | 1–1 |      | 2–0 | 1–0 | 0–0 | 0–0 | 3–0 | 2–1 | 4–1 | 1–0 | 1–1 | 2–2 | 1–1 | 0–1 | 2–2 | 0–0 | 1–0 | 3–0 | 1–3 | 2–0 |
| Bristol City            | 5–3 | 0–1 | 3–5 | 1–1 | 1–2 | 0–0  |     | 3–4 | 4–2 | 0–2 | 4–1 | 0–2 | 1–3 | 1–2 | 2–1 | 2–3 | 0–4 | 2–0 | 1–1 | 2–0 | 4–2 | 1–1 | 2–0 | 1–4 |
| Burnley                 | 1–1 | 1–2 | 1–1 | 1–0 | 2–0 | 1–3  | 3–1 |     | 1–1 | 0–1 | 1–0 | 2–0 | 0–1 | 0–1 | 2–0 | 1–0 | 0–1 | 0–0 | 2–2 | 1–1 | 5–2 | 3–3 | 1–1 | 2–0 |
| Cardiff City            | 1–1 | 2–1 | 3–0 | 3–0 | 1–1 | 0–2  | 2–1 | 4–0 |     | 0–0 | 2–1 | 1–1 | 1–0 | 2–1 | 0–0 | 2–1 | 1–1 | 1–0 | 1–0 | 3–0 | 1–2 | 1–0 | 2–1 | 3–1 |
| Charlton Athletic       | 0–1 | 1–1 | 1–1 | 2–1 | 3–2 | 2–2  | 4–1 | 0–1 | 5–4 |     | 0–1 | 1–1 | 1–1 | 0–0 | 1–2 | 2–1 | 2–1 | 1–4 | 0–2 | 0–2 | 2–0 | 1–2 | 1–2 | 2–1 |
| Crystal Palace          | 0–0 | 0–4 | 2–0 | 2–2 | 0–0 | 3–0  | 2–1 | 4–3 | 3–2 | 2–1 |     | 3–0 | 1–1 | 4–2 | 5–0 | 2–2 | 2–2 | 4–1 | 2–2 | 1–1 | 3–2 | 2–1 | 2–3 | 3–1 |
| Derby County            | 2–0 | 3–2 | 1–1 | 4–1 | 1–1 | 0–0  | 3–0 | 1–2 | 1–1 | 3–2 | 0–1 |     | 3–0 | 1–2 | 0–1 | 3–1 | 2–1 | 3–1 | 1–0 | 1–1 | 3–1 | 2–2 | 5–1 | 0–0 |
| Huddersfield Town       | 2–2 | 1–1 | 2–2 | 1–1 | 2–2 | 1–2  | 1–0 | 2–0 | 0–0 | 0–1 | 1–0 | 1–0 |     | 0–1 | 0–0 | 2–4 | 0–2 | 2–1 | 3–0 | 1–1 | 2–2 | 0–0 | 2–3 | 2–1 |
| Hull City               | 1–0 | 5–2 | 2–0 | 2–3 | 3–1 | 1–0  | 0–0 | 0–1 | 2–2 | 1–0 | 0–0 | 2–1 | 2–0 |     | 2–1 | 2–0 | 0–0 | 1–0 | 4–1 | 1–2 | 1–3 | 1–3 | 0–1 | 2–1 |
| Ipswich Town            | 1–1 | 3–1 | 1–1 | 1–0 | 1–0 | 0–3  | 1–1 | 2–1 | 1–2 | 1–2 | 3–0 | 1–2 | 2–2 | 1–2 |     | 3–0 | 1–0 | 4–0 | 3–0 | 3–1 | 1–1 | 0–3 | 0–2 | 0–2 |
| Leeds United            | 1–0 | 0–1 | 3–3 | 2–0 | 1–0 | 1–2  | 1–0 | 1–0 | 0–1 | 1–1 | 2–1 | 1–2 | 1–2 | 2–3 | 2–0 |     | 1–0 | 2–1 | 1–0 | 2–1 | 1–1 | 2–1 | 1–6 | 1–0 |
| Leicester City          | 2–2 | 2–2 | 3–0 | 1–0 | 3–2 | 1–0  | 2–0 | 2–1 | 0–1 | 1–2 | 1–2 | 4–1 | 6–1 | 3–1 | 6–0 | 1–1 |     | 1–0 | 0–1 | 2–2 | 2–0 | 0–1 | 1–2 | 2–1 |
| Middlesbrough           | 2–3 | 0–1 | 1–0 | 4–2 | 2–1 | 0–2  | 1–3 | 3–2 | 2–1 | 2–2 | 2–1 | 2–2 | 3–0 | 2–0 | 2–0 | 1–0 | 1–2 |     | 1–2 | 1–0 | 0–0 | 3–1 | 1–2 | 2–0 |
| Millwall                | 1–2 | 3–3 | 1–2 | 0–2 | 2–1 | 1–2  | 2–1 | 0–2 | 0–2 | 0–0 | 0–0 | 2–1 | 4–0 | 0–1 | 0–0 | 1–0 | 1–0 | 3–1 |     | 0–1 | 1–5 | 1–2 | 1–0 | 0–2 |
| Nottingham Forest       | 0–0 | 2–2 | 0–0 | 1–1 | 1–1 | 2–2  | 1–0 | 2–0 | 3–1 | 2–1 | 2–2 | 0–1 | 6–1 | 1–2 | 1–0 | 4–2 | 2–3 | 0–0 | 1–4 |     | 2–1 | 1–0 | 0–3 | 3–1 |
| Peterborough United     | 2–1 | 0–2 | 1–4 | 1–4 | 5–4 | 0–0  | 1–2 | 2–2 | 2–1 | 2–2 | 1–2 | 3–0 | 3–1 | 1–1 | 0–0 | 1–2 | 2–1 | 2–3 | 1–2 | 0–1 |     | 1–0 | 3–2 | 0–2 |
| Sheffield Wednesday     | 2–1 | 3–2 | 3–2 | 0–2 | 1–2 | 3–1  | 2–3 | 0–2 | 0–2 | 2–0 | 1–0 | 2–2 | 1–3 | 0–1 | 1–1 | 1–1 | 0–2 | 2–0 | 3–2 | 0–1 | 2–1 |     | 1–4 | 0–0 |
| Watford                 | 4–1 | 2–0 | 4–0 | 1–2 | 2–1 | 0–1  | 2–2 | 3–3 | 0–0 | 3–4 | 2–2 | 2–1 | 4–0 | 1–2 | 0–1 | 1–2 | 2–1 | 1–2 | 0–0 | 2–0 | 1–0 | 2–1 |     | 2–1 |
| Wolverhampton Wanderers | 3–1 | 1–0 | 1–1 | 1–2 | 2–2 | 3–3  | 2–1 | 1–2 | 1–2 | 1–1 | 1–2 | 1–1 | 1–3 | 1–0 | 0–2 | 2–2 | 2–1 | 3–2 | 0–1 | 1–2 | 0–3 | 1–0 | 1–1 |     |

## Statistieken
Data afkomstig van soccerway.com

### Wedstrijden
Grootste thuis overwinning: 

25 augustus 2012: Blackpool - Ipswich Town 6−0

17 november 2012: Leicester City - Ipswich Town 6−0

Grootste uit overwinning: 

13 april 2013: Barnsley - Charlton Athletic 0−6

Meest doelpuntrijke wedstrijd:

6 november 2012: Charlton Athletic - Cardiff City 5−4

22 december 2012: Peterborough United - Bolton Wanderers 5−4

Langste reeks overwinningen:

6 wedstrijden Nottingham Forest

Langste reeks ongeslagen:

14 wedstrijden Crystal Palace

Langste reeks zonder overwinning:

12 wedstrijden Huddersfield Town en Wolverhampton Wanderers

Langste reeks verloren:

7 wedstrijden Bristol City, Peterborough United en Sheffield Wednesday

Best bezochte wedstrijd:

33.010 toeschouwers, 19 januari 2013: Derby County - Nottingham Forest 1−1

Slechtst bezochte wedstrijd:

5.435 toeschouwers, 18 september 2012: Peterborough United - Bristol City 1−2

Eerste goal van het seizoen

17 augustus 2012: Mark Hudson voor Cardiff City tegen Huddersfield Town

Laatste goal van het seizoen

4 mei 2013: Nicky Maynard voor Cardiff City tegen Hull City

snelste goal van het seizoen

1 september 2012: 30 seconden, Glenn Murray voor Crystal Palace tegen Sheffield Wednesday

### Spelers

#### Topscorers
- In onderstaand overzicht zijn alleen de spelers opgenomen met tien of meer treffers achter hun naam.
- Het aantal goals is uit de 46 competitie wedstrijden, niet uit de play-offs.

| №  | Naam                | Club                                 | Goals | Pen. | Duels | Gem. |
| -- | ------------------- | ------------------------------------ | ----- | ---- | ----- | ---- |
| 1  | Glenn Murray        | Crystal Palace                       | 30    | 8    | 42    | 0,71 |
| 2  | Jordan Rhodes       | Blackburn Rovers / Huddersfield Town | 29    | 6    | 45    | 0,64 |
| 3  | Charlie Austin      | Burnley                              | 25    | 4    | 37    | 0,68 |
| 4  | Chris Wood          | Millwall / Leicester City            | 20    | 1    | 39    | 0,51 |
| 5  | Matěj Vydra         | Watford                              | 20    | 2    | 41    | 0,49 |
| 6  | Troy Deeney         | Watford                              | 19    | 2    | 40    | 0,48 |
| 7  | Tom Ince            | Blackpool                            | 18    | 3    | 44    | 0,41 |
| 8  | Luciano Becchio     | Leeds United                         | 16    | 5    | 26    | 0,62 |
| 9  | James Vaughan       | Huddersfield Town                    | 14    | 0    | 33    | 0,42 |
| 10 | Sylvan Ebanks-Blake | Wolverhampton Wanderers              | 14    | 3    | 40    | 0,35 |
| 11 | David Nugent        | Leicester City                       | 14    | 1    | 42    | 0,33 |
| 12 | Marlon King         | Birmingham City                      | 13    | 4    | 27    | 0,48 |
| 13 | Dwight Gayle        | Peterborough United                  | 13    | 0    | 29    | 0,45 |
| 14 | Steve Davies        | Bristol City                         | 13    | 2    | 37    | 0,35 |
| 15 | Jamie Ward          | Derby County                         | 12    | 4    | 25    | 0,48 |
| 16 | Yann Kermorgant     | Charlton Athletic                    | 12    | 1    | 32    | 0,38 |
| 16 | Scott McDonald      | Middlesbrough                        | 12    | 0    | 32    | 0,38 |
| 18 | Almen Abdi          | Watford                              | 12    | 2    | 38    | 0,32 |
| 19 | Chris Eagles        | Bolton Wanderers                     | 12    | 0    | 43    | 0,28 |
| 19 | Johnnie Jackson     | Charlton Athletic                    | 12    | 0    | 43    | 0,38 |
| 21 | Craig Mackail-Smith | Brighton & Hove Albion               | 11    | 2    | 29    | 0,38 |
| 22 | Craig Davies        | Barnsley / Bolton Wanderers          | 11    | 2    | 38    | 0,29 |
| 23 | Lee Tomlin          | Peterborough United                  | 11    | 2    | 42    | 0,26 |
| 24 | DJ Campbell         | Ipswich Town / Blackburn Rovers      | 10    | 3    | 24    | 0,42 |
| 25 | Sam Baldock         | Bristol City                         | 10    | 4    | 34    | 0,29 |
| 26 | Chris O'Grady       | Sheffield Wednesday / Barnsley       | 10    | 0    | 37    | 0,27 |
| 27 | Billy Sharp         | Nottingham Forest                    | 10    | 3    | 39    | 0,26 |
| 28 | George Boyd         | Peterborough United / Hull City      | 10    | 0    | 44    | 0,23 |

1. ↑  2 goals voor Huddersfield Town
2. ↑  11 goals voor Millwall
3. ↑  3 goals voor Bolton Wanderers
4. ↑  alle goals voor Ipswich Town
5. ↑  4 goals voor Sheffield Wednesday
6. ↑  4 goals voor Hull City

#### Hat-tricks
- De hat-tricks zijn gemaakt in de 46 competitie wedstrijden, niet in de play-offs.

| Speler              | Club                   | Tegenstander            | Uitslag | Datum             |
| ------------------- | ---------------------- | ----------------------- | ------- | ----------------- |
| Peter Whittingham   | Cardiff City           | Wolverhampton Wanderers | 3–1     | 2 september 2012  |
| Charlie Austin (#1) | Burnley                | Peterborough United     | 5–2     | 15 september 2012 |
| Craig Davies        | Barnsley               | Birmingham City         | 0–5     | 22 september 2012 |
| Glenn Murray (#1)   | Crystal Palace         | Cardiff City            | 3–2     | 22 september 2012 |
| David Nugent        | Leicester City         | Hull City               | 3–1     | 23 september 2012 |
| Emile Sinclair      | Peterborough United    | Hull City               | 1–3     | 29 september 2012 |
| Charlie Austin (#2) | Burnley                | Sheffield Wednesday     | 3–3     | 2 oktober 2012    |
| Marlon King         | Birmingham City        | Millwall                | 3–3     | 23 oktober 2012   |
| Glenn Murray (#2)   | Crystal Palace         | Ipswich Town            | 5–0     | 6 november 2012   |
| Jordan Rhodes       | Blackburn Rovers       | Peterborough United     | 1–4     | 17 november 2012  |
| Chris Wood          | Leicester City         | Bristol City            | 0–4     | 12 januari 2013   |
| Radosław Majewski   | Nottingham Forest      | Huddersfield Town       | 6–1     | 19 februari 2013  |
| Dwight Gayle        | Peterborough United    | Blackburn Rovers        | 2–3     | 2 maart 2013      |
| Leonardo Ulloa      | Brighton & Hove Albion | Huddersfield Town       | 4–1     | 2 maart 2013      |
| Kevin Phillips      | Crystal Palace         | Hull City               | 4–2     | 5 maart 2013      |
| James Vaughan       | Huddersfield Town      | Bristol City            | 1–3     | 27 april 2013     |

1. ↑  Scoorde 4 goals

#### Penalty's
- In onderstaand overzicht zijn alleen de spelers opgenomen met vier of meer gemaakte penalty's achter hun naam.
- Het aantal penalty's is uit de 46 competitie wedstrijden, niet uit de play-offs.

| #  | Speler            | Club                                 | Gescoord met penalty | Gemiste strafschop | Wedstrijden |
| -- | ----------------- | ------------------------------------ | -------------------- | ------------------ | ----------- |
| 1  | Glenn Murray      | Crystal Palace                       | 8                    | 3                  | 42          |
| 2  | Jordan Rhodes     | Blackburn Rovers / Huddersfield Town | 6                    | 0                  | 45          |
| 3  | Luciano Becchio   | Leeds United                         | 5                    | 0                  | 26          |
| 4  | Grant McCann      | Peterborough United                  | 5                    | 0                  | 40          |
| 5  | Keith Andrews     | Bolton Wanderers                     | 4                    | 0                  | 25          |
| 6  | Marlon King       | Birmingham City                      | 4                    | 0                  | 27          |
| 7  | David López       | Brighton & Hove Albion               | 4                    | 0                  | 31          |
| 8  | Sam Baldock       | Bristol City                         | 4                    | 0                  | 34          |
| 9  | Charlie Austin    | Burnley                              | 4                    | 0                  | 37          |
| 10 | Peter Whittingham | Cardiff City                         | 4                    | 0                  | 40          |
| 11 | Jamie Ward        | Derby County                         | 4                    | 2                  | 25          |

1. ↑  Scoorde 1 penalty voor Huddersfield Town

#### Assists
- In onderstaand overzicht zijn alleen de spelers opgenomen met negen of meer assists achter hun naam.
- Het aantal assists is uit de 46 competitie wedstrijden, niet uit de play-offs.

| №  | Naam                | Club                                  | Assists | Duels | Gem. |
| -- | ------------------- | ------------------------------------- | ------- | ----- | ---- |
| 1  | Tom Ince            | Blackpool                             | 14      | 44    | 0,32 |
| 2  | Robbie Brady        | Hull City                             | 13      | 32    | 0,41 |
| 3  | Ross McCormack      | Leeds United                          | 12      | 32    | 0,38 |
| 4  | Chris Eagles        | Bolton Wanderers                      | 12      | 43    | 0,28 |
| 5  | Andrea Orlandi      | Brighton & Hove Albion                | 11      | 35    | 0,31 |
| 6  | Bakary Sako         | Wolverhampton Wanderers               | 11      | 37    | 0,30 |
| 7  | Andy Reid           | Nottingham Forest                     | 11      | 42    | 0,26 |
| 7  | Bradley Pritchard   | Charlton Athletic                     | 11      | 42    | 0,26 |
| 9  | Kieran Trippier     | Burnley                               | 11      | 45    | 0,24 |
| 10 | Craig Noone         | Cardiff City / Brighton & Hove Albion | 10      | 35    | 0,29 |
| 11 | Simon Cox           | Nottingham Forest                     | 10      | 39    | 0,26 |
| 12 | Fernando Forestieri | Watford                               | 9       | 28    | 0,32 |
| 13 | Jacob Mellis        | Barnsley                              | 9       | 36    | 0,25 |
| 14 | Michail Antonio     | Sheffield Wednesday                   | 9       | 37    | 0,24 |
| 15 | Troy Deeney         | Watford                               | 9       | 40    | 0,23 |
| 15 | Albert Adomah       | Bristol City                          | 9       | 40    | 0,23 |
| 17 | Ahmed Elmohamady    | Hull City                             | 9       | 41    | 0,22 |
| 18 | Lee Tomlin          | Peterborough United                   | 9       | 42    | 0,21 |
| 19 | Paul Coutts         | Derby County                          | 9       | 44    | 0,20 |

1. ↑  Gaf 1 assist voor Brighton & Hove Albion

#### Gele en rode kaarten
- In onderstaand overzicht zijn alleen de spelers opgenomen met minimaal 12 gele kaarten achter hun naam.
- Het aantal gele en rode kaarten is uit de 42 competitie wedstrijden, niet uit de play-offs.
- 2 gele kaarten in 1 wedstrijd geldt als 1 rode kaart, niet als 2 gele

In totaal werden er 1650 gele kaarten uitgedeeld. Sheffield Wednesday en Huddersfield Town ontvingen de meeste gele kaarten, 94 stuks.
| №  | Naam                 | Club                   | Gele kaarten | Kreeg geel · Kreeg opnieuw geel · Weggestuurd | Duels |
| -- | -------------------- | ---------------------- | ------------ | --------------------------------------------- | ----- |
| 1  | Shane Lowry          | Millwall               | 12           | 1                                             | 39    |
| 2  | Alan Dunne           | Millwall               | 11           | 0                                             | 25    |
| 3  | Paul Dixon           | Huddersfield Town      | 11           | 0                                             | 37    |
| 3  | Greg Halford         | Nottingham Forest      | 11           | 0                                             | 37    |
| 5  | Dean Marney          | Burnley                | 11           | 0                                             | 38    |
| 6  | Liam Bridcutt        | Brighton & Hove Albion | 11           | 0                                             | 41    |
| 7  | Colin Kazim-Richards | Blackburn Rovers       | 10           | 0                                             | 28    |
| 7  | David Meyler         | Hull City              | 10           | 0                                             | 28    |
| 9  | Adam El-Abd          | Brighton & Hove Albion | 10           | 0                                             | 32    |
| 9  | Corry Evans          | Hull City              | 10           | 0                                             | 32    |
| 9  | Henri Lansbury       | Nottingham Forest      | 10           | 0                                             | 32    |
| 12 | James Vaughan        | Juddersfield Town      | 10           | 0                                             | 33    |
| 13 | Daniel Pudil         | Watford                | 10           | 0                                             | 37    |
| 14 | Marco Cassetti       | Watford                | 10           | 0                                             | 38    |

Er werden in het seizoen 2012-13 69 rode kaarten uitgedeeld. Watford ontving de meeste rode kaarten, in totaal 6. In de tabel hieronder staan de 3 spelers met meer dan 1 rode kaart. De overige 63 spelers die een rode kaart ontvingen worden niet apart genoemd. Deze rode kaart kan zowel in 1x rood zijn geweest of 2x geel.
| № | Naam             | Club                   | Rode kaarten | Kreeg geel · Kreeg opnieuw geel · Weggestuurd | Duels |
| - | ---------------- | ---------------------- | ------------ | --------------------------------------------- | ----- |
| 1 | Ashley Barnes    | Brighton & Hove Albion | 0            | 2                                             | 34    |
| 2 | Nikola Žigić     | Birmingham City        | 1            | 1                                             | 35    |
| 3 | Adlène Guédioura | Nottingham Forest      | 2            | 0                                             | 35    |

### Clubs
| Team                    | Goal | Assist | Gele kaarten | Rode kaarten | De nul gehouden | Voor | Voor | SoDV | Tegen | Tegen | SoDT | e.d. | Ovt |
| ----------------------- | ---- | ------ | ------------ | ------------ | --------------- | ---- | ---- | ---- | ----- | ----- | ---- | ---- | --- |
| Barnsley                | 55   | 37     | 68           | 3            | 11              | 3    | 2    | 241  | 5     | 3     | 240  | 0    | 467 |
| Birmingham City         | 61   | 48     | 61           | 3            | 10              | 6    | 2    | 235  | 7     | 1     | 223  | 3    | 438 |
| Blackburn Rovers        | 55   | 43     | 75           | 1            | 10              | 7    | 1    | 255  | 7     | 2     | 211  | 1    | 493 |
| Blackpool               | 59   | 49     | 63           | 3            | 10              | 4    | 2    | 265  | 5     | 1     | 208  | 0    | 401 |
| Bolton Wanderers        | 66   | 51     | 81           | 4            | 9               | 9    | 2    | 317  | 11    | 1     | 205  | 1    | 541 |
| Brighton & Hove Albion  | 69   | 54     | 67           | 4            | 17              | 8    | 4    | 252  | 6     | 0     | 235  | 2    | 437 |
| Bristol City            | 55   | 34     | 50           | 0            | 6               | 7    | 1    | 211  | 7     | 2     | 224  | 5    | 382 |
| Burnley                 | 61   | 50     | 87           | 4            | 12              | 6    | 0    | 269  | 5     | 2     | 171  | 0    | 450 |
| Cardiff City            | 72   | 55     | 73           | 3            | 18              | 5    | 0    | 301  | 6     | 1     | 197  | 1    | 495 |
| Charlton Athletic       | 62   | 51     | 59           | 2            | 10              | 2    | 2    | 243  | 4     | 1     | 189  | 0    | 497 |
| Crystal Palace          | 72   | 51     | 64           | 2            | 11              | 12   | 4    | 253  | 2     | 2     | 186  | 2    | 467 |
| Derby County            | 65   | 52     | 60           | 3            | 8               | 5    | 4    | 294  | 4     | 2     | 175  | 1    | 501 |
| Huddersfield Town       | 52   | 40     | 94           | 4            | 11              | 4    | 3    | 197  | 4     | 1     | 206  | 0    | 479 |
| Hull City               | 59   | 56     | 59           | 0            | 16              | 2    | 2    | 277  | 5     | 1     | 224  | 1    | 413 |
| Ipswich Town            | 47   | 40     | 53           | 2            | 15              | 3    | 2    | 249  | 5     | 3     | 210  | 3    | 456 |
| Leeds United            | 57   | 37     | 70           | 5            | 10              | 10   | 1    | 228  | 5     | 2     | 195  | 3    | 502 |
| Leicester City          | 68   | 55     | 50           | 2            | 14              | 3    | 1    | 343  | 4     | 3     | 186  | 1    | 456 |
| Middlesbrough           | 61   | 43     | 60           | 2            | 11              | 2    | 1    | 251  | 4     | 1     | 203  | 1    | 432 |
| Millwall                | 50   | 42     | 90           | 3            | 12              | 2    | 1    | 216  | 6     | 2     | 239  | 0    | 543 |
| Nottingham Forest       | 60   | 53     | 78           | 5            | 12              | 6    | 0    | 262  | 2     | 1     | 184  | 2    | 491 |
| Peterborough United     | 66   | 44     | 56           | 1            | 8               | 7    | 1    | 274  | 9     | 0     | 252  | 3    | 459 |
| Sheffield Wednesday     | 52   | 36     | 94           | 2            | 11              | 2    | 2    | 242  | 7     | 2     | 173  | 1    | 530 |
| Watford                 | 84   | 60     | 79           | 6            | 11              | 6    | 0    | 276  | 9     | 2     | 238  | 1    | 466 |
| Wolverhampton Wanderers | 50   | 43     | 59           | 5            | 195             | 3    | 0    | 208  | 6     | 1     | 195  | 1    | 438 |

## Bezoekersaantallen
| Team                    | Stadion              | Capaciteit | Gemiddeld | Minimum | Tegenstander           | Maximum | Tegenstander            | Percentage vol |
| ----------------------- | -------------------- | ---------- | --------- | ------- | ---------------------- | ------- | ----------------------- | -------------- |
| Barnsley                | Oakwell Stadium      | 23.009     | 10.207    | 7.844   | Millwall               | 15.744  | Hull City               | 44%            |
| Birmingham City         | St Andrews Stadium   | 30.079     | 16.703    | 13.532  | Blackpool              | 19.630  | Wolverhampton Wanderers | 56%            |
| Blackburn Rovers        | Ewood Park           | 31.154     | 14.997    | 12.230  | Brighton & Hove Albion | 20.735  | Burnley                 | 48%            |
| Blackpool               | Bloomfield Road      | 17.388     | 13.917    | 12.653  | Millwall               | 15.907  | Blackburn Rovers        | 80%            |
| Bolton Wanderers        | Reebok Stadium       | 28.100     | 18.034    | 15.675  | Peterborough United    | 24.844  | Blackpool               | 64%            |
| Brighton & Hove Albion  | Falmer Stadium       | 30.750     | 26.236    | 23.703  | Peterborough United    | 30.003  | Wolverhampton Wanderers | 85%            |
| Bristol City            | Ashton Gate          | 21.497     | 13.348    | 11.836  | Burnley                | 19.148  | Sheffield Wednesday     | 62%            |
| Burnley                 | Turf Moor            | 22.546     | 12.928    | 10.450  | Hull City              | 21.341  | Blackburn Rovers        | 57%            |
| Cardiff City            | Cardiff City Stadium | 26.828     | 22.999    | 20.058  | Hull City              | 26.588  | Nottingham Forest       | 86%            |
| Charlton Athletic       | The Valley           | 27.111     | 18.499    | 15.585  | Watford                | 26.185  | Barnsley                | 68%            |
| Crystal Palace          | Selhurst Park        | 26.309     | 17.284    | 12.757  | Cardiff City           | 22.154  | Peterborough United     | 66%            |
| Derby County            | Pride Park Stadium   | 33.597     | 23.228    | 20.063  | Charlton Athletic      | 33.010  | Nottingham Forest       | 69%            |
| Huddersfield Town       | John Smith's Stadium | 24.500     | 14.978    | 11.840  | Peterborough United    | 21.614  | Barnsley                | 61%            |
| Hull City               | KC Stadium           | 25.586     | 17.369    | 14.756  | Millwall               | 23.812  | Cardiff City            | 68%            |
| Ipswich Town            | Portman Road         | 30.311     | 17.526    | 15.417  | Derby County           | 21.988  | Hull City               | 58%            |
| Leeds United            | Elland Road          | 39.460     | 21.572    | 16.788  | Burnley                | 25.322  | Blackpool               | 55%            |
| Leicester City          | King Power Stadium   | 32.500     | 22.055    | 8.585   | Middlesbrough          | 25.913  | Huddersfield Town       | 68%            |
| Middlesbrough           | Riverside Stadium    | 34.988     | 16.794    | 13.377  | Derby County           | 28.229  | Sheffield Wednesday     | 48%            |
| Millwall                | The Den              | 20.146     | 10.559    | 8.607   | Blackburn Rovers       | 18.013  | Charlton Athletic       | 52%            |
| Nottingham Forest       | City Ground          | 30.576     | 23.082    | 18.748  | Blackburn Rovers       | 28.707  | Derby County            | 75%            |
| Peterborough United     | London Road Stadium  | 15.460     | 8.215     | 5.435   | Bristol City           | 13.938  | Sheffield Wednesday     |                |
| Sheffield Wednesday     | Hillsborough         | 39.812     | 24.078    | 18.922  | Watford                | 31.375  | Middlesbrough           | 60%            |
| Watford                 | Vicarage Road        | 17.477     | 13.454    | 11.022  | Birmingham City        | 16.968  | Leeds United            | 77%            |
| Wolverhampton Wanderers | Molineux Stadium     | 31.700     | 21.773    | 18.174  | Millwall               | 28.595  | Ipswich Town            | 69%            |

## Prijzen

### Speler en manager van de maand
| Maand     | Manager van de maand | Manager van de maand | Speler van de maand | Speler van de maand | Referentie    |
| Maand     | Manager              | Club                 | Speler              | Club                | Referentie    |
| --------- | -------------------- | -------------------- | ------------------- | ------------------- | ------------- |
| Augustus  | Ian Holloway         | Blackpool            | Tom Ince            | Blackpool           | [ 64 ] [ 65 ] |
| September | Dougie Freedman      | Crystal Palace       | Glenn Murray        | Crystal Palace      | [ 66 ] [ 67 ] |
| Oktober   | Tony Mowbray         | Middlesbrough        | Charlie Austin      | Burnley             | [ 68 ] [ 69 ] |
| November  | Kenny Jackett        | Millwall             | Sone Aluko          | Hull City           | [ 70 ] [ 71 ] |
| December  | Steve Bruce          | Hull City            | Dwight Gayle        | Peterborough United | [ 72 ] [ 73 ] |
| Januari   | Nigel Pearson        | Leicester City       | Matěj Vydra         | Watford             | [ 74 ] [ 75 ] |
| Februari  | Gianfranco Zola      | Watford              | Fraizer Campbell    | Cardiff City        | [ 76 ] [ 77 ] |
| Maart     | Billy Davies         | Nottingham Forest    | George Boyd         | Hull City           |               |
| April     | Dougie Freedman      | Bolton Wanderers     | James Vaughan       | Huddersfield Town   |               |